# 马修·贝尔斯
马修·贝尔斯FAA是澳大利亚天体物理学家，供职于斯威本科技大學天体物理与超级计算中心，兼任澳大利亚研究理事会（Australian Research Council）引力波发现卓越中心（OzGrav）主任。2015年，凭借对快速電波爆發的研究获得Australian Laureate Fellowship。
贝尔斯是脉冲星和快速電波爆發领域的活跃研究人员，研究方向包括脉冲双星与毫秒脈衝星的诞生及演变，以及利用为发现快速电波爆发设计的毫秒脉冲星阵列和射电天文数据处理系统探测引力波。贝尔斯目前率领研究团队利用为观测脉冲星及快速电波爆发新设计的系统，重新改进莫隆格洛天文台合成望远镜。
2022年，贝尔斯当选澳洲科學院院士，2023年获邵逸夫獎。